# Cho d’Valletta
Der Cho d’Valletta (Cho aus lateinisch caput für ‹Haupt, Kopf, Ende› und Valletta als Dim. von val mit -etta aus lateinisch -itta für ‹Tal, Talbach›) ist ein breiter und aussichtsreicher Rasenhöcker nordwestlich von Samedan im Kanton Graubünden in der Schweiz mit einer Höhe von 2496 m ü. M. Der Gipfel ist sowohl im Winter als auch im Sommer erreichbar und bietet Aussicht in das Oberengadin und das Berninagebiet.

## Lage und Umgebung
Der Cho d’Valletta ist die nordöstlichste Erhebung in der Piz-Ot-Gruppe, einer Untergruppe der Albula-Alpen. Der Gipfel liegt auf dem Gemeindegebiet von Samedan; wenige Meter südlich des Hauptgipfels verläuft die Gemeindegrenze zwischen Samedan und Bever. Der Cho d’Valletta wird im Norden durch die Val Bever, im Westen durch die Valletta da Bever und im Osten durch das Oberengadin eingefasst.
Zu seinen Nachbargipfeln gehören die Crasta Mora (2951 m), der Piz Mez (2899 m), der Piz da las Blais (2929 m) und der Dschimels (2781 m) im Norden, der Piz Spinas (2882 m) und der Piz Ot (3247 m) im Westen und der Piz Padella (2882 m) im Süden.
Der am weitesten entfernte sichtbare Punkt vom Cho d’Valletta befindet sich in östlicher Richtung in Italien. Der Punkt ist 53 km entfernt und liegt im Gipfelbereich des Ortlers (3905 m), der höchsten Erhebung der italienischen Provinz Südtirol.
Talorte und häufige Ausgangspunkte sind Samedan und Bever.

## Routen zum Gipfel

### Sommerroute
- Ausgangspunkte: Samedan (1721 m) oder Bever (1706 m)
- Via: Alp Muntatsch
- Schwierigkeit: B, bis unmittelbar zum Gipfel als Wanderweg weiss-rot-weiss markiert
- Zeitaufwand: von Samedan und Bever ca. 2½ Stunden

### Winterroute
- Ausgangspunkt: Samedan (1721 m)
- Via: Peidra Grossa P. 1956, P. 2228 westlich der Alp Muntatsch
- Expositionen: S
- Schwierigkeit: WS
- Zeitaufwand: 2 Stunden
- Alternative: Aufstieg via Alpweg von Muntarütsch P. 1779 über Alpetta zur Alp Muntatsch (+½ Stunde)
- Bemerkung: Schutzgebiet im Waldbereich beachten